# Billedskærer
En billedskærer er en træsmed, der former figurer eller snitter billeder i træ, elfenben og lignende halvhårde materialer, men ikke i sten.
Billedskærerens arbejde ligner snedkerens, men han former først og fremmest træet, mens snedkeren samler og tilpasser.
Mens snedkere og tømrere former med økse, sav og høvl, anvender billedskæreren først og fremmest sine talrige jern, op mod et par hundrede.
Billedskærerens arbejdsbænk er billedskærerbænk eller arbejdsbord, hvorpå han kan anbringe emner og hjælpeværktøj som spændstok (en skruestik af træ, som på fransk hedder en etau).

## Ekstern henvisning
http://www.bygningsbevaring.dk/files/fagbeskrivelser/billedskaerer.pdf
http://www.baskholm.dk/haandbog/haandbog.html Arkiveret 16. september 2008 hos  Wayback Machine